# غريس مورلي
غريس مورلي (بالإنجليزية: Grace Morley)‏ هي أمينة متحف أمريكية، ولدت في 3 نوفمبر 1900 في بيركيلي في الولايات المتحدة، وتوفيت في 8 يناير 1985 في نيودلهي في الهند.